# Premier gouvernement du Cameroun unifié
République
 Gouvernement Paul Biya
Le 3 juillet 1972, le président Ahmadou Ahidjo nomme le premier gouvernement du Cameroun unifié après le référendum constitutionnel du 20 mai 1972 qui met fin au système fédéral. La constitution ne prévoit pas de Premier ministre.
Ce gouvernement est composé de 26 ministres dont deux ministres d’État et un ministre chargé de mission.

## Gouvernement du 3 juillet 1972

### Ministres d’État
| Fonction                   | Nom           |
| -------------------------- | ------------- |
| Secrétaire général/PR      | Paul Biya     |
| Ministre des Forces armées | Sadou Daoudou |

### Ministres
| Fonction                          | Nom                      |
| --------------------------------- | ------------------------ |
| Administration territoriale       | Victor Ayissi Mvodo      |
| Relations extérieures             | Vincent Efon             |
| Agriculture                       | Jean Keutcha             |
| Agriculture                       | Joseph Awounti Chongwain |
| Cabinet civil et Présidence       | Philémon Beb à Don       |
| Développement industriel          | Sadjo Angokay            |
| Éducation nationale               | Zaché Mongo Soo          |
| Élevage et Industries animales    | Youssoufa Daouda         |
| Emploi et Prévoyance              | Enoch Kwayeb             |
| Équipement et habitat             | Paul Tessa               |
| Équipement, habitat et domaines   | Nkouady Aliou            |
| Finances                          | Charles Onana Awana      |
| Fonction publique                 | Félix Sabal Lecco        |
| Information et Culture            | Vroumsia Tchinaye        |
| Inspection générale de l’État     | Gilbert Andze Tsoungui   |
| Justice                           | Simon Achidi Achu        |
| Jeunesse et Sports                | Félix Tonye Mbog         |
| Mines et Énergie                  | H.N. Elangwé             |
| Plan et Aménagement du territoire | Maikano Abdoulaye (en)   |
| Postes et Télécommunication       | Emmanuel Egbe Tabi       |
| Santé et Assistance publique      | Delphine Tsanga          |
| Santé et Assistance publique      | Fokam Kamga              |
| Secrétariat général/PR            | François Sengat Kuo      |
| Transports                        | Christian Bongwa         |

### Ministre Chargé de Mission
| Fonction                   | Nom             |
| -------------------------- | --------------- |
| Ministre chargé de mission | Yadji Abdoulaye |

## Remaniement du 8 février 1973
Le gouvernement est remanié dans deux ministères : 
- Youssoufa Daouda quitte le ministère de l’Élevage et des Industries pour le ministère du Développement industriel ;
- Sadjo Angokay est nommé au ministère de l’Élevage et des Industries.

## Remaniement du 29 décembre 1973
Le gouvernement est remanié dans deux ministères : 
- Le ministère chargé des Relations avec le Parlement est créé et Zaché Mongo Soo y est nommé ;
- Bernard Bidias à Ngon est nommé au ministère de l’Éducation nationale.

## Remaniement du 7 juin 1974
Le gouvernement est remanié dans deux ministères : 
- Vroumsia Tchinaye quitte le ministère de l’Information et de la Culture pour le ministère de la Fonction publique ;
- Joseph Charles Doumba est nommé au ministère de l'Information et de la Culture